# Bomb Jack
Bomb Jack ist ein Arcade-Spiel aus dem Jahr 1984, das von Tehkan entwickelt wurde. In diesem nicht scrollenden Plattformspiel geht es darum, auf dem Spielfeld verteilte Bomben zu berühren und diese dadurch zu entschärfen.

## Spielbeschreibung
Die Level haben jeweils eine von fünf verschiedenen Hintergrund-Grafiken. Die Motive sind die Chephren-Pyramide und die Sphinx, die Akropolis, Schloss Neuschwanstein, eine Miami ähnelnde Küstenstadt und eine nicht klar erkennbare Straßenansicht bei Nacht.
Der Spieler steuert den Superhelden Jack und versucht, an diesen Plätzen hinterlassene Bomben zu entschärfen. Werden alle Bomben in einer bestimmten Reihenfolge berührt, erhält der Spieler Bonuspunkte. Diverse Gegner bewegen sich über das Feld, die dem Spieler bei Berührung ein sogenanntes Leben abziehen. Die korrekte Reihenfolge, die zu Bonuspunkten führt, gestaltet sich folgendermaßen: Nachdem die erste Bombe entschärft ist, brennt bei einer von den übrigen die Zündschnur. Sie zeigt an, dass diese Bombe die nächste ist. Nachdem sie entschärft ist, brennt darauf bei einer nächsten die Zündschnur und so weiter. Werden durchgängig alle Bomben in der richtigen Reihenfolge entschärft, erhält man dafür 50.000 Bonuspunkte. Wird in der Reihenfolge eine Bombe falsch entschärft, gibt es noch einen Bonus von 30.000 Punkten. Bei zwei in der Reihenfolge falsch entschärften Bomben gibt es noch einen Bonus von 20.000 Punkten, bei drei noch 10.000. Werden mehr als 3 Bomben in der Reihenfolge falsch entschärft, gibt es keinen Bonus mehr. Ebenfalls wird der Bonus eine Stufe herunter gesetzt, sollte man ein Leben verlieren.
Im Spiel können Buchstaben eingesammelt werden, die dem Spieler Extras verschaffen: Ein B für Bonuspunkte, E für ein Extraleben, S für ein Freispiel (nur in der Automatenversion) und ein P, das die Gegner für einige Sekunden in einsammelbare Münzen verwandelt. Die Sequenz für ein gewonnenes Freispiel (S) enthält einen Text, der einen Rechtschreibfehler enthält. Statt "YOU ARE LUCKY", wird der Text "YOU ARE LUCY" angezeigt.
Ein "B" kommt maximal 5 Mal vor pro Level. Oben in der Mitte des Bildschirms wird angezeigt, wie viele "B"s man schon gesammelt hat. Alle erspielten Punkte verdoppeln sich bei 2 "B"s. Bei 3 "B"s verdreifachen sie sich, bei 4 "B"s vervierfachen sie sich. Maximal können sich somit erspielte Punkte verfünffachen (bei fünf gesammelten "B"s).
Der Powerball "P" wechselt ständig seine Farbe. Je nachdem, bei welcher Farbe man ihn erwischt, gibt es mehr oder weniger Punkte. Am wenigsten Punkte gibt es, wenn er blau ist (100 Punkte). Wenn er grau ist, erhält man 2.000 Punkte. Hat man dazu schon alle 5 "B"s gesammelt, ergibt ein grau gefärbter Powerball "P" satte 10.000 Punkte!
ein "P" kann 1- bis 3-mal pro Runde erscheinen. Ein Balken oben in der Mitte des Bildschirms (welcher die Anzahl der bereits gesammelten "B"s anzeigt) zeigt an, wann der nächste Powerball erscheint. Sammelt man alle Bomben in der richtigen Reihenfolge ein, steigt der Balken schneller an und der Powerball kommt früher.
Das Spiel besteht aus 99 Leveln, welche hier jeweils als „Rounds“ bezeichnet werden. Nach Level 99 beginnt Bomb Jack wieder bei Level 0, wobei sich die einzelnen Level schon viel früher wiederholen. Somit hört das Spiel erst auf, wenn man alle Leben verloren hat. Runde 56 zeigt das exakt gleiche Rundenbild an wie Runde 1, jedoch ist der Schwierigkeitsgrad erheblich höher. Ab Runde 40 erscheinen die Spielumrandungsbalken sowie die Balken im Spiel in neuen Farbzusammenstellungen.
Das Spiel zählt heute zu den Klassikern in der Computerspielszene. Im Laufe der Zeit wurde es auf diverse Plattformen konvertiert, unter anderem auf Commodore 64 (Vertrieb durch Elite), Game Boy und auf den PC. Inzwischen gibt es auch zahlreiche Versionen, die in einem Webbrowser oder auf einem Handy gespielt werden können.
Nachfolger wurden mit Mighty Bomb Jack (1986), Bomb Jack II (1986) und Bomb Jack Twin (1993) entwickelt.

## Portierungen
Bomb Jack wurde für verschiedene Computersysteme portiert. Eine Java ME Version wurde im Jahr 2003 veröffentlicht.
- 1985: Sega SG-1000
- 1986: Commodore 16, Commodore 64, Schneider CPC, ZX Spectrum
- 1988: Atari ST, Amiga
- 1992: Game Boy
- 2003: Java ME
- 2004: MSX
- 2009: Wii Virtual Console

## Rezeption
Die deutsche Happy Computer lobte die farbenfrohe und detaillierte Grafik der Schneider-CPC-Version. Bomb Jack verfüge über hohen Spielwitz, sei auf Dauer sehr fesselnd und stelle eines der besten Spiele dar, die es für den CPC gäbe. Die Redakteure Heinrich Lenhardt und Boris Schneider kritisierten die Commodore-64-Version des Spiels als „kleine Katastrophe“ mit deutlich zu hohem Schwierigkeitsgrad.